# Peau sexuelle
La peau sexuelle est au départ le nom donné à la partie lisse de la région anogénitale chez les femelles de certains à singes à queue, mais a aussi d'autres acceptions.

## Description et fonction
Cette peau sexuelle est observée chez les Cercopithecoidea (singes à queue de l'ancien monde), notamment les macaques. Elle présente la propriété de gonfler et de rougir lors de l’œstrus (ou chaleurs). Elle constitue donc un attractant sexuel de la femelle réceptive, qui l'offre d'ailleurs spontanément au regard de partenaires potentiels.
Elle présente des dimensions notables, pouvant s'étendre sur toute la région génito-anale, la partie inférieure de la paroi abdominale, la partie interne des cuisses et jusqu'au-dessus de la queue.
Un phénomène comparable de kératinisation se développerait sur la peau de divers Amphibiens (Bombina, Discoglossus) lors de la reproduction.
Par analogie, le terme de peau sexuelle est parfois associé aux petites lèvres de la femme, qui ont également la propriété de rougir à l'approche de la décharge orgastique.